# Andrew Ference
Andrew Ference, född 17 mars 1979 i Edmonton, Alberta, Kanada, är en kanadensisk före detta professionell ishockeyback.
Han har spelat på NHL-nivå för Edmonton Oilers, Boston Bruins, Calgary Flames och Pittsburgh Penguins och på lägre nivåer för HC České Budějovice i Extraliga, Wilkes-Barre/Scranton Penguins i AHL, Kansas City Blades i IHL och Portland Winter Hawks i WHL.
Pittsburgh Penguins valde Andrew Ference som 208:e spelare totalt i 1997 års NHL-draft. Ference spelade för Penguins fram till och med 2003 då han blev bortbytt till Calgary Flames. 2007 valde Flames att skicka Ference och hans klubbkamrat Chuck Kobasew till Boston Bruins i utbyte mot Brad Stuart och Wayne Primeau.
Den 29 september 2013 utsågs Ference till ny lagkapten för Oilers.
2017 avslutade Ference sin spelarkarriär.

## Statistik

### Klubbkarriär
| 1994–95    | Portland Winter Hawks          | WHL        | 2   | 0  | 0   | 0   | 0   | —   | — | —  | —  | —   |
| 1995–96    | Portland Winter Hawks          | WHL        | 72  | 9  | 31  | 40  | 159 | 7   | 1 | 3  | 4  | 12  |
| 1996–97    | Portland Winter Hawks          | WHL        | 72  | 12 | 32  | 44  | 163 | 6   | 1 | 2  | 3  | 12  |
| 1997–98    | Portland Winter Hawks          | WHL        | 72  | 11 | 57  | 68  | 142 | 16  | 2 | 18 | 20 | 28  |
| 1998–99    | Portland Winter Hawks          | WHL        | 40  | 11 | 21  | 32  | 104 | 4   | 1 | 4  | 5  | 10  |
|            | Kansas City Blades             | IHL        | 5   | 1  | 2   | 3   | 4   | 3   | 0 | 0  | 0  | 0   |
| 1999–00    | Wilkes-Barre/Scranton Penguins | AHL        | 44  | 8  | 20  | 28  | 58  | —   | — | —  | —  | —   |
|            | Pittsburgh Penguins            | NHL        | 30  | 2  | 4   | 6   | 20  | —   | — | —  | —  | —   |
| 2000–01    | Wilkes-Barre/Scranton Penguins | AHL        | 43  | 6  | 18  | 24  | 95  | 3   | 1 | 0  | 1  | 12  |
|            | Pittsburgh Penguins            | NHL        | 36  | 4  | 11  | 15  | 28  | 18  | 3 | 7  | 10 | 16  |
| 2001–02    | Pittsburgh Penguins            | NHL        | 75  | 4  | 7   | 11  | 73  | —   | — | —  | —  | —   |
| 2002–03    | Pittsburgh Penguins            | NHL        | 22  | 1  | 3   | 4   | 36  | —   | — | —  | —  | —   |
|            | Wilkes-Barre/Scranton Penguins | AHL        | 1   | 0  | 0   | 0   | 0   | —   | — | —  | —  | —   |
|            | Calgary Flames                 | NHL        | 16  | 0  | 4   | 4   | 6   | —   | — | —  | —  | —   |
| 2003–04    | Calgary Flames                 | NHL        | 72  | 4  | 12  | 16  | 53  | 26  | 0 | 3  | 3  | 25  |
| 2004–05    | HC České Budějovice            | CzEx       | 19  | 5  | 6   | 11  | 45  | —   | — | —  | —  | —   |
| 2005–06    | Calgary Flames                 | NHL        | 82  | 4  | 27  | 31  | 85  | 7   | 0 | 4  | 4  | 12  |
| 2006–07    | Calgary Flames                 | NHL        | 54  | 2  | 10  | 12  | 66  | —   | — | —  | —  | —   |
|            | Boston Bruins                  | NHL        | 26  | 1  | 2   | 3   | 31  | —   | — | —  | —  | —   |
| 2007–08    | Boston Bruins                  | NHL        | 59  | 1  | 14  | 15  | 50  | 7   | 0 | 4  | 4  | 6   |
| 2008–09    | Boston Bruins                  | NHL        | 47  | 1  | 15  | 16  | 40  | 3   | 0 | 0  | 0  | 4   |
| 2009–10    | Boston Bruins                  | NHL        | 51  | 0  | 8   | 8   | 16  | 13  | 0 | 1  | 1  | 18  |
| 2010–11    | Boston Bruins                  | NHL        | 70  | 3  | 12  | 15  | 60  | 25  | 4 | 6  | 10 | 37  |
| 2011–12    | Boston Bruins                  | NHL        | 72  | 6  | 18  | 24  | 46  | 7   | 1 | 3  | 4  | 0   |
| 2012–13    | HC České Budějovice            | CZE        | 21  | 2  | 5   | 7   | 24  | —   | — | —  | —  | —   |
|            | Boston Bruins                  | NHL        | 48  | 4  | 9   | 13  | 35  | 14  | 0 | 2  | 2  | 4   |
| 2013–14    | Edmonton Oilers                | NHL        | 71  | 3  | 15  | 18  | 63  | —   | — | —  | —  | —   |
| 2014–15    | Edmonton Oilers                | NHL        | 70  | 3  | 11  | 14  | 39  | —   | — | —  | —  | —   |
| 2015–16    | Edmonton Oilers                | NHL        | 6   | 0  | 0   | 0   | 6   | —   | — | —  | —  | —   |
| 2016–17    | Edmonton Oilers                | NHL        | 0   | 0  | 0   | 0   | 0   | —   | — | —  | —  | —   |
| NHL totalt | NHL totalt                     | NHL totalt | 907 | 43 | 182 | 225 | 753 | 120 | 8 | 30 | 38 | 122 |